# 苏辙
蘇轍（1039年3月18日—1112年10月25日），字子由，一字同叔，晚年自號潁濱遺老，眉州眉山（今四川眉山市）人。宋孝宗淳熙年間，追諡文定。蘇洵之子、蘇軾之弟，北宋嘉祐二年（1057年）與其兄蘇軾同登進士。蘇家父子三人，均在“唐宋八大家”之列，人稱“三蘇”，苏辙則是“小蘇”。作品有《欒城集》傳世，包括《後集》、《三集》，共84卷。

## 生平

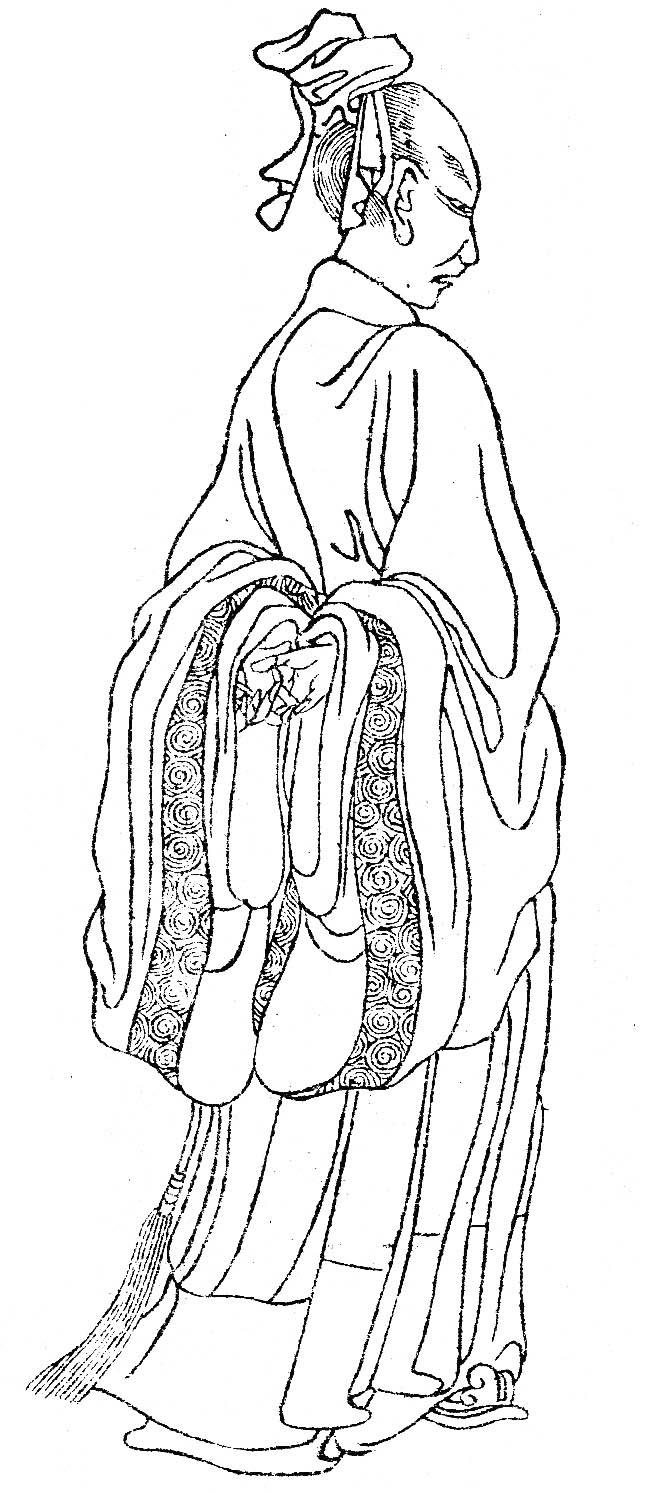
《晩笑堂竹莊畫傳》蘇轍像

宋寶元二年二月二十日（1039年3月18日）蘇轍出生，是蘇洵與程氏的次子。嘉祐二年（1057年），年方十九歲的蘇轍與兄长蘇軾同登進士，轟動京師，不久母喪，返鄉服孝。嘉佑六年（1061年），兄弟二人又同舉制科，苏辙被杨畋推荐至才识兼茂、明于体用科。他在御試制科策中極言朝政得失，司马光将苏辙置于第三等，胡宿“以為不遜，力請黜之”，但是司馬光力舉推荐，並且宋仁宗以“以直言召人，而以直言棄之，天下將謂我何”為由，往後仍第以四等，除商州軍事推官。後来，因蘇軾任鳳翔簽判，奏請在京侍父。
英宗治平二年（1065年）出任大名府留守推官，不久差遣管勾大名府路安抚总管司机宜文字。次年蘇洵病逝，终年58岁，苏辙與蘇軾扶喪還蜀安葬。
神宗熙宁二年（1069年）二月還朝，上書神宗，即日召對，為制置三司條例司檢詳文字。議事每與王安石、呂惠卿不合，八月上制置條例司論事狀，批評新法，激怒王安石，請去職。曾公亮建议给与堂除差遣官，遂授河南府留守推官。熙寧三年（1070年）春，張方平知陳州（今河南淮陽）辟轍為陳州教授，熙寧六年（1073年）改齊州（今山東濟南）掌書記，熙寧九年（1076年）罷齊州任還京，上書請廢新法，不見採納，又出任南京留守張方平的簽書判官。元豐二年（1079年）因受到兄長烏臺詩案牽連，貶為筠州監理鹽酒稅。元豐七年（1084年）移官績溪（今屬安徽）令。
元祐元年（1086年）宋哲宗即位，高太皇太后聽政，司馬光等當國，盡廢新法，召蘇轍還朝任校書郎，未至都門即任右司諫，同年二月到任，九月擢起居郎，十一月擢中書舍人。後又曾任戶部侍郎、翰林學士、吏部尚書、御史中丞、尚書右丞、大中大夫守門下侍郎。此期間所上奏議今存一百五十餘篇；反對文彥博等的回河之論，主張“因其舊而修其未完”，主張歸還神宗所占西夏領土，斥責邊臣生事邀功。
元祐八年（1093年）高太皇太后薨逝，哲宗親政。紹聖元年（1094年）三月落知汝州（今河南汝州市），六月降三官知袁州（今江西宜春），九月降授朝議大夫、分司南京、筠州居住。紹聖四年（1097年）謫化州（今廣東化州市）別駕，雷州（今廣東海康）安置，次年移居循州（今廣東龍川）。
元符三年（1100年），宋徽宗赵佶即位，向太后聽政，曾布等當國，遇赦北歸，提举凤翔上清太平宫。
建中靖國元年（1101年）向太后薨逝，徽宗親政，同年8月兄长苏轼在常州去世，终年66岁，苏辙与侄子苏迈、苏过一起将其灵柩运至汝州郏城县安葬。
崇寧三年（1104年），隱居許州（今河南省許昌市）潁水之濱，自號潁濱遺老，讀書學禪度日。大观二年（1108年），恢复朝议大夫，迁中大夫。
政和二年（1112年），十月初三日卒于許州颍川，享年74岁。與兄蘇軾合葬郟縣小峨眉山。追复端明殿学士，谥号文定。

## 轶事
蘇軾一天帶著年少的弟弟蘇轍遊巫山。山上一位老道聽說神童蘇軾光臨，便想當面考考他。老道出了個異字同音對：“無山得似巫山好。”蘇軾不假思索，立即對出下聯：“何葉能如荷葉圓？”老道連連稱好。
誰知，蘇轍在一旁卻說：“兄長的下聯對得還不甚工穩，不如改一改。”蘇軾問：“怎麼改？”蘇轍便念道：“何水能如河水清？”
蘇軾和老道一聽，以“水”對“山”更工穩，齊聲叫好。蘇轍也因改得巧而遠近聞名。
苏辙同苏轼去考试，据传当时主考官韩琦曾道，怎么来了这么多人，有苏辙、苏轼俩兄弟，别人还来搀和什么热闹。后苏辙病重，眼看是要耽误考试，韩琦求皇上延后考试时间。

## 評價
- 呂公著：“只謂蘇子由儒學，不知吏事精詳如此。”[2]
- 南宋何萬評價蘇轍在司馬光為相時：“九年之間，朝廷尊，公路闢，忠賢相望，貴佞斂跡，邊陲綏靖，百姓休息，君子多謂公之力居多焉。”[3]
- 清人劉海峰：“子由之文，其正意不肯一口道破，紆徐百折而後出之。”[來源請求]
- 蘇軾：“子由之文實勝僕，而世俗不知，乃以为不如。其人深，不愿人知之。其文如其为人，故汪洋澹泊，有一唱三叹之声，而其秀杰之气终不可没。”[4]
- 张方平：“二子皆天才，长者明敏尤可爱，然少者谨重，成就或过之。”[5]
- 宋仁宗：“吾今又为吾子孙得太平宰相两人。”[6]
- 刘攽：“具官某天材颖茂，儒学纯备。敏于事而慎于言，志于道而辅以术。早繇方闻之举，藉甚士林之誉。粤自谏垣，进陟词掖。倜傥正论，启沃者非一；润色王猷，灏噩乎吹万。”[7]
- 陈襄：“学与文若不逮轼，而静厚过之。”[8]
- 张耒：“某平生见人多矣，惟见苏循州不曾忙，范丞相（范纯仁）不曾疑。苏公虽事变纷纭至前，而举止安徐，若素有处置。范公见事，洞达情实，各有部分，未尝疑惑。此皆过人者。”[9]
- 王辟之：“苏氏文章擅天下，目其文曰“三苏”，盖洵为老苏，轼为大苏，辙为小苏也。”[10]
- 孙觌：“白公（白居易）诗所谓辞达，大抵能道意之所欲言者。苏黄门诗已不逮诸公，北归后效白公体，益不逮，惟四字诗最善。张文潜（张耒）晚年诗不逮前作，意谓亦效白公诗者。公述潘邠老言，文潜晚喜白公诗。信矣，如所料也。”[11]
- 朱熹：“苏子由爱《选》诗“亭皋木叶下，陇首秋云飞”，此正是子由慢底句法。”[11]
- 王称：“辙之名迹与轼相上下，而心闲神王，学道有得，是以年益加而道益邃，道益邃，则于世事愈泊如也，不有所守而然哉。”[12]
- 脱脱：“苏辙论事精确，修辞简严，未必劣于其兄。王安石初议青苗，辙数语柅之，安石自是不复及此，后非王广廉傅会，则此议息矣。辙寡言鲜欲，素有以得安石之敬心，故能尔也。若是者，轼宜若不及，然至论轼英迈之气，闳肆之文，辙为轼弟，可谓难矣。元祐秉政，力斥章、蔡，不主调停；及议回河、雇役，与文彦博、司马光异同；西边之谋，又与吕大防、刘挚不合。君子不党，于辙见之。辙与兄进退出处，无不相同，患难之中，友爱弥笃，无少怨尤，近古罕见。独其齿爵皆优于兄，意者造物之所赋与，亦有乘除于其间哉！”[13]
- 王世贞：“吾尝谓子瞻非浅于经术者，其少之所以不典，则明允之余习。晚之所以不纯，则葱岭之绪言。然而得是二益，亦不小也。子由稍近理，故文彩不能如父兄，晚益近理故益不如，然而不失为佳子弟也。”[14]
- 茅坤：“苏文定公之文，其镵削之思或不如父，雄杰之气或不如兄；然而冲和澹泊，遒逸疏宕，大者万言，小者千余言，...西汉以来别调也。”[15]
- 杨庆远：“宦迹渺难寻，只博得三杰一门，前无古，后无今，器识文章，浩若江河行大地；天心厚有属，任凭他千磨百炼，扬不清，沉不浊，父子兄弟，依然风雨共名山。”
- 张鹏翮：“一门父子三词客，千古文章四大家。”
- 钱基博：“自宋初柳开、穆修以迄石介、尹洙、苏舜钦、欧阳修、梅尧臣、王安石、曾巩、苏洵及其子轼、辙兄弟、秦观、张耒、黄庭坚、陈师道，气必疏快而力祛茂兴，与发宋文之机利，而以殊于唐格者也。...其中欧、苏、曾、王，与唐之韩、柳，并称唐宋八大家，为后世言古文者之所宗。然惟欧阳修，碑传议论，兼能并擅。苏氏轼、辙，策论得欧阳之明快，而碑传殊无体要。”、“今观其文疏于叙事，而善议论，辨明古今治乱得失，出以坦迤，抑扬爽朗，语无含茹，而亦不为钩棘；策论特其所长，碑传则其所短，与轼蹊径略同，而波澜不如；气不如轼之舒，笔不如轼之透。…策论至苏氏父子，原原本本，述往事，思来者，有以见天下之赜，古今之变，而观其会通，持之有故，言之成理，直与周秦诸子同为一家之言，固不仅文章之工。而观辙之所为，其学兼综兵农儒法，其文出入庄、孟、苏、张，虽不如洵之峭劲廉悍，而颇追轼之条达疏畅，意到笔随，无愧难弟也。…然轼辙之文，有余于汪洋，不足于淡泊；工于用尽，而不善于用有余；可振厉以警发愦愦之意，而未能唱叹以发人悠悠之思。”[16]
- 朱德：“一门三父子，都是大文豪。诗赋传千古，蛾眉共比高。”[17]

## 作品
蘇轍的著作有《欒城集》、《欒城後集》、《欒城三集》、《應詔集》、《詩集傳》二十六卷、《春秋集解》十二卷、《孟子解》、 《論語拾遺》、《古史》六十卷、《龍川略志》十卷、《龍川別志》八卷、《老子解》兩卷等傳於世。此外還有《亡兄子瞻端明墓志铭》。